# Bredo Lasson
Bredo Lasson (Christiania, 24 augustus 1838, Vækkerö nabij Christiania,  15 augustus 1888 ) was een Noors pianist, dirigent en in mindere mate componist.

## Achtergrond
Bredo Henrik Lasson werd geboren in het gezin van de jurist aan het hooggerechtshof Peder Carl Lasson (1798-1873) en Otillia Pauline Christine von Munthe af Morgenstiern (1804-1886). Bredo Lasson huwde Clara Ferdinanda Grimsgaard (1843-1920).
Bredo Lasson kreeg eerste een opleiding richting jurist. Hij studeerde aan de Katedralskole en studeerde in 1863 cum laude af. Vervolgens werkte hij bij het Ministerie van defensie. In 1867 werkte hij als klerk bij het Ministerie van justitie en hij werd in 1875 nog gepromoveerd tot gevolmachtigde. Ongeveer gelijktijdig kwam zijn interesse voor muziek naar voren. In de herfst van 1874 reisde hij met een staatstoelage naar Parijs om er les te nemen van Enrico Delle Sedie.  Hij dirigeerde onder andere het Officierskoor, het Studentenkoor Polyhymnia en Den vokale musikforening.

## Werken
Zijn bekendste werken als componist bestaat uit een onopvallende serenade en het lied Som stjernan uppå hummelen uit opus 3.
Ander werk:
- opus 1: Fire sange med piano
  - Alfernes hvisken op tekst ven Henrik Wergeland
  - Asfked op tekst van Møller
  - Den hive, rode rose op tekst van Bjørnson
  - Lokkende tøner op tekst van Henrik Wergeland
- opus 2: Fem sange
  - Serenade
  - Ak nei, hun nævnes aldrig mer
  - O var du i den kolde blæst
  - Lænsel
  - Vesle-Gut

Ter nagedachtenis aan hem schreef een onbekend Noorse componist (LF) een Sorgemarsch over Bredo Lasson (Begrafenismars voor Bredo Lasson)

## Enkele concerten
- 2 april 1877: Concert met Hedvig Winter-Hjelm; hij dirigeerde een dameskwartet en een gemengd koor
- 9 mei 1880: met Polyhymnia met Magna Sartz in werken van onder andere Feliz Mendelssohn-Bartholdy, Halfdan Kjerulf en Johan August Söderman
- 13 december 1880: Den vokale musikforening, tweede concert in de concertzaal van Brødrene Hals

- Gemeinsame Normdatei: 114603671X
- Virtual International Authority File: 8064151247964044270005
- WorldCat: E39PBJvCRKyvym7HyMRj4fQrMP